# Šurianske slaniská
Šurianske slaniská este o arie protejată (arie specială de conservare — SAC, sit de importanță comunitară — SCI) din Slovacia întinsă pe o suprafață de 169,4 ha, integral pe uscat.

## Localizare
Centrul sitului Šurianske slaniská este situat la coordonatele 48°04′51″N 18°07′20″E / 48.080957°N 18.122276°E.

## Înființare
Situl Šurianske slaniská a fost declarat sit de importanță comunitară în aprilie 2004 pentru a proteja 1 specie de plante și 1 specie de animale. Situl a fost protejat și ca arie specială de conservare în martie 2004.

## Biodiversitate
Situată în ecoregiunea panonică, aria protejată conține 2 habitate naturale: Pășuni continentale udate de apa mării, Fânețe de joasă altitudine (Alopecurus pratensis, Sanguisorba officinalis).
La baza desemnării sitului se află mai multe specii protejate:
- plante (1): Cirsium brachycephalum
- amfibieni (1): buhai de baltă cu burta roșie (Bombina bombina)

Pe lângă speciile protejate, pe teritoriul sitului au mai fost identificate 7 specii de plante, 3 specii de amfibieni, 1 specie de mamifere, 1 specie de reptile.